# Resor utan mål
Resor utan mål är en prosabok av Harry Martinson, publicerad 1932. Den var hans första prosabok och skildrar hans upplevelser som sjöman.
Boken utkom den 23 oktober 1932 och fick ett mycket positivt mottagande. "En bok som rent ut sagt glimmar av egenartad charm" (Anders Österling i Svenska Dagbladet).  "Tack vare den koncentrerade stilkonsten har Martinson kunnat pressa in ett utomordentligt rikt stoff på de etthundrafemtio sidor som 'Resor utan mål' omfattar". (Gunnar Mascoll Silfverstolpe i Stockholms-Tidningen) "En känslans lyrik, en seendets egenart, en greppets värme, en ordens musik, vartill svensk diktning näppeligen kan uppvisa motstycke" (Karl Vennberg i Hallandsposten) "Han står inte bara öppen för världen, han tar den också i besittning med sin handlingslust, med sin strävan att sammanfoga, med sin formglada diktarbegåvning" (Karin Boye i Arbetaren). "Skildringarna har en åskådlighetens bravur och en bildernas originalitet, friskhet och prakt som måhända är större än Strindbergs en gång i tiden." (Knut Jaensson i Fönstret). En avvikande uppfattning kom från Torsten Fogelqvist i Dagens Nyheter som i sin recension helt nedvärderade boken och menade att stilen behövde "skärpta krav på logik, sammanhang, språklig rykt och ans". Nästan inga recensenter visade dock någon uppskattning för Martinsons världsnomadfilosofi i boken. "Lika mästerligt konkret och genialiskt enkelt som han fäster ett ögats eller känslans intryck på papperet, lika invecklat och ordrikt förvirrat utreder han en metafysisk tanke" skrev Georg Svensson i BLM.